# Fernando González
Pour les articles homonymes, voir González.
Fernando Francisco González Ciuffardi, né le 29 juillet 1980 à Santiago, est un ancien joueur chilien de tennis, né d'un père arménien et d'une mère chilienne, professionnel entre 1999 et 2012.
Il a remporté onze titres en simple sur le circuit ATP et trois en double, dont l'épreuve des Jeux olympiques d'Athènes en 2004 avec son compatriote Nicolás Massú. Il détient d'ailleurs deux autres médailles olympiques : l'argent et le bronze en simple.
Le Chilien a atteint la 5e place mondiale le 29 janvier 2007 après sa finale à l'Open d'Australie. En décembre 2008, il est élu sportif chilien de l'année par la presse sportive locale. Il a mis un terme à sa carrière de joueur de tennis professionnel en mars 2012 à l'issue du tournoi de Miami.
Sa carrière se termine après une défaite contre Nicolas Mahut au premier tour de ce tournoi (5-7, 6-4, 67-7).

## Biographie

### 2000-2003
Issu des qualifications et classé 352e mondial, il remporte à la surprise générale son premier tournoi à Orlando en 2000, à peine un an après ses débuts sur le circuit professionnel. Il bat en finale son compatriote Nicolás Massú, alors classé 89e. Il gagne plus de 200 places au classement ATP. Il ne confirme toutefois cette performance qu'en 2002, atteignant tout d'abord les huitièmes de finale de l'Open d'Australie, puis en s'imposant à domicile au tournoi de Viña del Mar face à Nicolás Lapentti. Début mai, il bat Tim Henman (5e) au premier tour du Masters de Rome. Il le bat une nouvelle fois à l'occasion du Masters de Cincinnati où il se hisse jusqu'en demi-finale après un succès sur Andy Roddick. Il parvient également en quart de finale à l'US Open où il se distingue par une victoire sur Juan Carlos Ferrero. Il s'adjuge le 3e titre de sa carrière fin septembre à Palerme. Également finaliste du tournoi de Bâle, il termine la saison dans le top 20 après l'avoir commencé à la 140e place. Il participe au Masters en fin d'année en tant que second remplaçant.
Sa saison 2003 est notamment marquée par deux victoires sur deux joueurs classé n°1 mondial : Lleyton Hewitt à Hambourg et Andre Agassi à Washington où il est finaliste.

### 2004-2006
Aux Jeux d'Athènes de 2004, il gagne dans la même journée la médaille d'or en double avec Nicolás Massú contre les Allemands Nicolas Kiefer et Rainer Schüttler et le bronze en simple contre l'Américain Taylor Dent. Dans la finale de double, ils sauvent 4 balles de matchs dans le tie break du 4e set (menés 2-6, ils l'ont remporté 9-7). En simple, il avait préalablement éliminé Andy Roddick (n°2 mondial) en huitième et Sébastien Grosjean en quart.
En 2005, il s'impose dans trois tournois dont l'Open de Bâle et atteint les quarts de finale à Wimbledon. En 2006, il se distingue particulièrement lors de la seconde partie de la saison en étant successivement demi-finaliste à Toronto et Cincinnati, puis finaliste à Vienne, au Masters de Madrid et à Bâle.

### 2007
Fernando González réalise la meilleure saison de sa carrière. Il atteint son meilleur classement (5e) grâce à sa finale à l'Open d'Australie, où il bat successivement Evgeny Korolev, Juan Martín del Potro, Lleyton Hewitt, James Blake, Rafael Nadal et Tommy Haas avant de s'incliner face à Roger Federer. Le Chilien atteint également la finale du Masters de Rome, ne s'inclinant que face à Rafael Nadal. Il perd à nouveau contre l'Espagnol la semaine suivante à Hambourg en quart de finale. Il est battu dès le premier tour des Internationaux de France, perd au 3e tour du tournoi de Wimbledon et est défait au 1er tour de l'US Open. Fernando González remporte le premier titre de sa saison à Pékin et se qualifie pour la Masters Cup de Shanghaï, où il ne gagne qu'un match de poule face à Roger Federer, ce qui ne lui suffit pas pour se qualifier. Il finit la saison à la place de 7e mondial.

### 2008
Fernando González ne parvient pas à réaliser le même parcours que la saison dernière à Melbourne où il est battu dès le 3e tour par Marin Čilić. La semaine suivante, il remporte l'Open du Chili grâce au forfait de Juan Mónaco en finale. En mai, le Chilien remporte le 2d titre de sa saison à Munich en battant Simone Bolelli en finale. Il réalise un très bon Roland-Garros en battant Pablo Cuevas, Pablo Andújar, Stanislas Wawrinka et Robby Ginepri avant de s'incliner face à Roger Federer en quart de finale. González bat à nouveau Robby Ginepri au 1er tour du Tournoi de Wimbledon mais perd contre Simone Bolelli (7-68, 7-67, 3-6, 7-64) dans un match accroché. Aux JO de Pékin, il bat Peng Sun, Marin Čilić, Olivier Rochus et Paul-Henri Mathieu puis se qualifie pour la finale en battant James Blake en demi-finale lors d'un match épique. Il s'incline en finale contre l'Espagnol Rafael Nadal 6-3, 7-62, 6-3 et obtient ainsi la médaille d'argent. Gonzalez s'incline sèchement en 1/8 de finale de l'US Open face à Andy Roddick. Sa fin de saison ne sera pas brillante. Il finit la saison au 15e rang mondial.

### 2009
Fernando Gonzalez dispute le tournoi exhibition de Kooyong en préparation de l'Open d'Australie. Il bat pour son 1er match Ivan Ljubičić puis s'incline deux fois respectivement face à Stanislas Wawrinka et Fernando Verdasco. Le Chilien dispute ensuite l'Open d'Australie et bat au 1er tour le local Lleyton Hewitt (5-7, 6-2, 6-2, 3-6, 6-3). Il confirme ensuite son niveau de forme en éliminant Guillermo Cañas (7-5, 6-3, 6-4) puis Richard Gasquet au terme d'un match en cinq sets exceptionnel (3-6, 3-6, 7-610, 6-2, 12-10) considéré comme un des plus grands matchs de l'Open d'Australie. En 1/8 de finale, il ne peut rien faire face au no 1 mondial Rafael Nadal s'inclinant 6-3, 6-2, 6-4.
Gonzalez dispute ensuite l'Open de Viña del Mar où il est tenant du titre. Après un 1er tour remporté difficilement face à Máximo González (7-5, 7-64), il ne fait qu'une bouchée de Juan Mónaco en quart de finale (6-0, 6-2) puis bat le qualifié Pablo Cuevas en demi-finale (6-3, 6-2) et enfin conclut par une victoire face à l'Argentin José Acasuso (6-1, 6-3) en finale. Ce sera son dernier titre sur le circuit proferssionnel.
Devant normalement disputer la rencontre de Coupe Davis opposant le Chili à la Croatie, Gonzalez est contraint de déclarer forfait ressentant une douleur l'empêchant de jouer. Il fait son retour sur les courts lors du Masters d'Indian Wells, début de sa tournée américaine. Au 1er tour, il bat Lleyton Hewitt pour la seconde fois de la saison (4-6, 6-2, 6-3). Au 2d tour, il réalise une performance de taille en battant le 13e mondial James Blake (7-5, 6-1) avant de s'incliner honorablement face au no 2 mondial Roger Federer (6-3, 5-7, 6-2). Il enchaîne avec le Masters de Miami mais s'incline face à Radek Štěpánek après avoir battu Igor Kunitsyn. Gonzalez participe ensuite au tournoi de Barcelone sur sa surface préférée: la terre battue. Il réalise un excellent tournoi, ne perdant qu'en demi-finale face à David Ferrer (2-6, 6-2, 7-65). Il s'était défait de José Acasuso au 1er tour, Juan Mónaco au 2d tour et Fernando Verdasco notamment en quart de finale. Fernando parvient aussi en demi-finale au Masters de Rome. Il bat successivement Jérémy Chardy, Janko Tipsarević, Jürgen Melzer et à nouveau Juan Mónaco mais s'incline face au no 1 mondial Rafael Nadal (6-3, 6-3).
À Roland-Garros, Fernando González parvient dans le dernier carré, battant le no 3 mondial Andy Murray en quart de finale (6-3, 3-6, 6-0, 6-4). Il s'incline cependant en cinq sets (6-3, 7-5, 5-7, 4-6, 6-4) en demi-finale face au Suédois Robin Söderling, tombeur de Rafael Nadal en huitième de finale ; à 1-2 set, 4-4 jeu, 15-15 point, il essuie une marque de balle avec ses fesses pour montrer sa désapprobation envers la décision de l'arbitre sur un point litigieux. Néanmoins, cette demi-finale lui permet de réintégrer le Top 10, qu'il avait quitté en octobre 2008. À Tournoi de Wimbledon 2009, il bat Teimuraz Gabachvili (7-5, 7-5, 6-3) et Leonardo Mayer (64-7, 6-4, 6-4, 6-4) avant de s'incliner face à l'Espagnol Juan Carlos Ferrero (6-4, 5-7, 4-6, 6-4, 4-6) dans le 3e tour. À Washington, il s'incline en 1/2 finale face au futur vainqueur du tournoi, Juan Martín del Potro. À l'US Open, il atteint les quarts de finale pour la première fois depuis 2002, mais est stoppé par Rafael Nadal.
Gonzalez termine une grande année en échouant en huitième de finale à Paris, après avoir obtenu plusieurs balles de match face à Juan Martín del Potro. Il s'agit de sa seule saison où il atteint deux fois les quarts de finale d'un tournoi du Grand Chelem. Il finit l'année 11e au classement ATP.

## Style de jeu
Son jeu est basé sur un coup droit « coup de massue » qui figure parmi les plus rapides au monde : il dépasse parfois les 180 km/h. Il possède en outre un bon lift « d'attente » qui, quand il l'utilise, lui permet de faire commettre à l'adversaire de nombreuses fautes directes.
Il possède également un bon service (bien que sa seconde balle soit encore jugée comme trop faible) et un revers solide. Celui-ci reste un coup d’attente et un point faible, c'est pourquoi il préfère tourner autour de son revers notamment en retour de service. Son manque de confiance dans ce compartiment du jeu fait qu'il privilégie le fait de jouer son revers en slice plutôt qu'en le recouvrant. Il parvient cependant à imprimer dans la balle un effet coupé gênant pour l'adversaire. Enfin, Fernando González se montre également adroit à la volée pour un joueur de fond de court.

## Palmarès

### En simple messieurs
| 11 titres en simple | 0 G. Chelem | 0 G. Chelem | 0 G. Chelem | 0 G. Chelem | 0 Masters | 0 Masters | 0 Masters   | 0 Masters   | 0 Masters 1000 | 0 Masters 1000 | 0 Masters 1000 | 0 Masters 1000 | 0 ATP 500          | 0 ATP 500          | 0 ATP 500          | 0 ATP 500          | 11 ATP 250         | 11 ATP 250         | 11 ATP 250     | 11 ATP 250     | 0 JO           | 0 JO           | 0 JO           | 0 JO           |
| 11 titres en simple | 2 sur dur   | 2 sur dur   | 2 sur dur   | 2 sur dur   | 2 sur dur | 2 sur dur | 0 sur gazon | 0 sur gazon | 0 sur gazon    | 0 sur gazon    | 0 sur gazon    | 0 sur gazon    | 8 sur terre battue | 8 sur terre battue | 8 sur terre battue | 8 sur terre battue | 8 sur terre battue | 8 sur terre battue | 1 sur moquette | 1 sur moquette | 1 sur moquette | 1 sur moquette | 1 sur moquette | 1 sur moquette |

## Autres victoires
- 19 mai 2003 : World Team Cup, en Allemagne
- 17 mai 2004 : World Team Cup, en Allemagne
- 16 août 2004 :  en simple aux Jeux olympiques d'Athènes

## Parcours dans les tournois duGrand Chelem

### En simple
| Année | Open d'Australie | Open d'Australie | Internationaux de France | Internationaux de France | Wimbledon       | Wimbledon        | US Open         | US Open       |
| ----- | ---------------- | ---------------- | ------------------------ | ------------------------ | --------------- | ---------------- | --------------- | ------------- |
| 2000  | —                | —                | —                        | —                        | —               | —                | 2e tour (1/32)  | T. Henman     |
| 2001  | 1er tour (1/64)  | G. Coria         | 2e tour (1/32)           | J. Díaz                  | —               | —                | —               | —             |
| 2002  | 1/8 de finale    | S. Koubek        | 3e tour (1/16)           | G. Kuerten               | 2e tour (1/32)  | N. Kiefer        | 1/4 de finale   | S. Schalken   |
| 2003  | 2e tour (1/32)   | A. Martín        | 1/4 de finale            | J. C. Ferrero            | 1er tour (1/64) | J. Melzer        | 3e tour (1/16)  | T. Dent       |
| 2004  | 1er tour (1/64)  | A. Roddick       | 1er tour (1/64)          | F. Mayer                 | 3e tour (1/16)  | M. Philippoussis | 1er tour (1/64) | R. Söderling  |
| 2005  | 3e tour (1/16)   | D. Nalbandian    | 3e tour (1/16)           | R. Federer               | 1/4 de finale   | R. Federer       | 3e tour (1/16)  | D. Nalbandian |
| 2006  | 1er tour (1/64)  | A. Bogomolov     | 2e tour (1/32)           | N. Djokovic              | 3e tour (1/16)  | D. Ferrer        | 3e tour (1/16)  | A. Murray     |
| 2007  | Finale           | R. Federer       | 1er tour (1/64)          | R. Štěpánek              | 3e tour (1/16)  | J. Tipsarević    | 1er tour (1/64) | T. Gabachvili |
| 2008  | 3e tour (1/16)   | M. Čilić         | 1/4 de finale            | R. Federer               | 2e tour (1/32)  | S. Bolelli       | 1/8 de finale   | A. Roddick    |
| 2009  | 1/8 de finale    | R. Nadal         | 1/2 finale               | R. Söderling             | 3e tour (1/16)  | J. C. Ferrero    | 1/4 de finale   | R. Nadal      |
| 2010  | 1/8 de finale    | A. Roddick       | 2e tour (1/32)           | A. Dolgopolov            | —               | —                | 1er tour (1/64) | I. Dodig      |
| 2011  | —                | —                | —                        | —                        | 3e tour (1/16)  | J.-W. Tsonga     | 1er tour (1/64) | I. Karlović   |

N.B. : à droite du résultat se trouve le nom de l'ultime adversaire.

### En double
| Année | Open d'Australie          | Open d'Australie        | Internationaux de France | Internationaux de France | Wimbledon               | Wimbledon            | US Open                   | US Open              |
| ----- | ------------------------- | ----------------------- | ------------------------ | ------------------------ | ----------------------- | -------------------- | ------------------------- | -------------------- |
| 2003  | 1er tour (1/32) M. García | J. Coetzee C. Haggard   | —                        | —                        | —                       | —                    | 1er tour (1/32) M. Puerta | W. Arthurs P. Hanley |
| 2004  | 1er tour (1/32) N. Massú  | B. Bryan M. Bryan       | —                        | —                        | —                       | —                    | 1/4 de finale N. Massú    | M. Knowles D. Nestor |
| 2005  | —                         | —                       | 1/2 finale N. Massú      | J. Björkman M. Mirnyi    | 2e tour (1/16) N. Massú | X. Malisse O. Rochus | 1/8 de finale N. Massú    | B. Bryan M. Bryan    |
| 2006  | —                         | —                       | —                        | —                        | —                       | —                    | 2e tour (1/16) M. Fish    | M. Knowles D. Nestor |
| 2007  | —                         | —                       | —                        | —                        | —                       | —                    | —                         | —                    |
| 2008  | —                         | —                       | —                        | —                        | —                       | —                    | 2e tour (1/16) A. Calleri | M. Mertiňák L. Zovko |
| 2009  | 1er tour (1/32) M. Hood   | B. Bryan M. Bryan       | 1/4 de finale J. Acasuso | W. Moodie D. Norman      | —                       | —                    | —                         | —                    |
| 2010  | 1/4 de finale I. Ljubičić | M. Kohlmann J. Nieminen | —                        | —                        | —                       | —                    | —                         | —                    |

N.B. : le nom du ou de la partenaire se trouve sous le résultat ; le nom des ultimes adversaires se trouve à droite.

### En double mixte
| Année | Open d'Australie | Open d'Australie | Internationaux de France | Internationaux de France | Wimbledon               | Wimbledon                 | US Open | US Open |
| ----- | ---------------- | ---------------- | ------------------------ | ------------------------ | ----------------------- | ------------------------- | ------- | ------- |
| 2006  | —                | —                | 1/4 de finale G. Dulko   | K. Srebotnik N. Zimonjić | 2e tour (1/16) G. Dulko | Corina Morariu Mike Bryan | —       | —       |

N.B. : le nom de la partenaire se trouve sous le résultat ; le nom des ultimes adversaires se trouve à droite.

## Autres performances
- Masters de Miami : demi-finaliste en 2004
- Masters de Monte-Carlo : demi-finaliste en 2006
- Masters du Canada : demi-finaliste en 2006
- Masters de Cincinnati : demi-finaliste en 2002 & 2006
- Jeux olympiques : demi-finaliste en 2004 / finaliste en 2008